# Eremiaphila werneri
Eremiaphila werneri è una specie di mantide religiosa appartenente al genere Eremiaphila.